# Église de la Résurrection-du-Christ de Rabat
L'église de la Résurrection-du-Christ de Rabat, ou communément église orthodoxe russe de Rabat, est une église orthodoxe de la ville de Rabat et la plus ancienne église orthodoxe au Maroc. Elle est dédiée à la Sainte Résurrection. Elle est le siège de l'association « Église orthodoxe russe au Maroc » fondée en 1927.
Située sur la place Bab Tamesna (avenue Hassan-II) à côté du Jardin botanique d'essais, elle est édifiée par la communauté russe du Maroc.
La pose de la première pierre a lieu le 6 juillet 1931. Elle est inaugurée le 13 novembre 1932 par le métropolite Euloge (Guéorguivesky). 
L'église a été rattachée à l'archevêché des églises orthodoxes russes en Europe occidentale, dans l'obédience du patriarcat de Constantinople. Depuis 1946 – au patriarcat de Moscou.
En 2011, elle a été peinte à fresques.

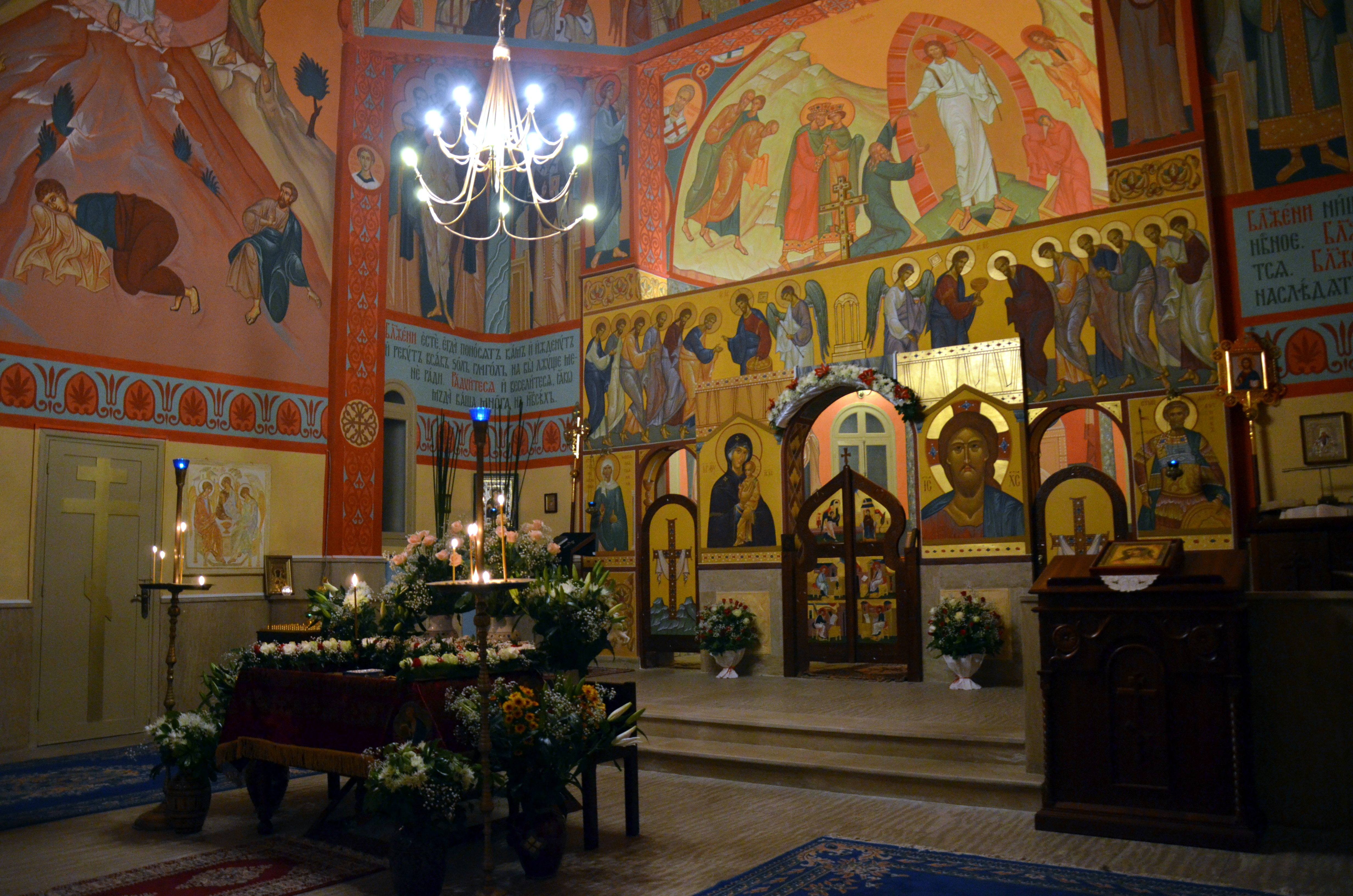
L'intérieur.